# Andrew Deer
Andrew Deer (Tamworth, 11 luglio 1987) è un taekwondoka britannico.

## Palmarès
- Europei

Baku 2014: bronzo nei 73 kg.